# Torstein Stenersen
Pour les articles homonymes, voir Stenersen.
Torstein Stenersen, né le 16 octobre 1988 à Tromsø en Norvège, est un biathlète suédois d'origine norvégienne.

## Biographie
Membre du club de Målselv, il commence sa carrière en équipe nationale de Norvège en 2007/2008 dans les compétitions de la Coupe d'Europe junior. Il fréquente l'école de biathlon de Bardufoss pendant deux ans, mais vit en Suède depuis 2006.
En 2015, il fait ses débuts dans la Coupe du monde après avoir adopté la nationalité sportive suédoise (il a déjà un passeport suédois).
En janvier 2016, il se distingue à ce niveau, à Ruhpolding, où il signe une septième place sur l'individuel. Il est sélectionné pour les Championnats du monde 2016 à Oslo où il obtient notamment une septième place avec le relais suédois.
Il obtient son premier podium et victoire en relais en Coupe du monde en décembre 2018 à Hochfilzen.
Il est mis à écart de l'équipe nationale pour la saison 2020-2021 à cause de résultats insuffisants (40e au mieux) et pour laisser place à un jeune et prend donc sa retraite sportive.

## Palmarès

### Championnats du monde
| Épreuve / Édition          | Individuel | Sprint | Poursuite | Départ en masse | Relais | Relais mixte |
| Mondiaux 2016 Holmenkollen | 66e        | 61e    | —         | —               | 7e     | —            |
| Mondiaux 2017 Hochfilzen   | 37e        | 60e    | 46e       | —               | 11e    | —            |

Légende :
- — : Non disputée par Torstein Stenersen

### Coupe du monde
- Meilleur classement général : 59e en 2016.
- Meilleur résultat individuel : 7e.
- 1 podium en relais : 1 victoire.

#### Classements en Coupe du monde par saison
| Saison    | Classement général final | Sprint | Poursuite | Individuel | Mass start |
| 2015-2016 | 59e                      |        | 77e       | 29e        | 41e        |
| 2016-2017 | 101e                     |        |           | 60e        |            |
| 2017-2018 | 95e                      |        |           | 54e        |            |
| 2018-2019 | 94e                      |        | 66e       |            |            |
| 2019-2020 | 95e                      | 83e    |           |            |            |